# Gabriel Tortella Casares
Gabriel Tortella Casares (Barcelona, 24 de novembre de 1936) és un economista i historiador català, especialista en història econòmica de l'edat contemporània.
Va rebre educació en el liberal Col·legi Estudio, hereu de la Institución Libre de Enseñanza. És doctor en Economia per la Universitat de Wisconsin i Doctor en Dret per la Universitat Complutense de Madrid. Actualment és catedràtic emèrit d'Història de l'economia en la Universitat d'Alcalá de Henares. President de l'Associació d'Història Econòmica. Premi Rei Joan Carles I d'Economia en 1994 i promotor de la Revista de Historia Económica.
Va ser president de l'Academic Advisory Council de l'Associació Europea d'Història Bancària. Expresident de la International Economic History Association i de l'Associació d'Història Econòmica. És membre de l'Acadèmia Europea de les Ciències i les Arts des de 2003 i del Col·legi Lliure d'Emèrits des de 2011.

## Obres
- Tortella, Gabriel. Para comprender la crisis. Clara Eugenia Núñez.  Gadir, 2009. ISBN 9788496974418.
- La democracia ayer y hoy  (2008).
- El desarrollo de la España contemporánea. Historia económica de los siglos XIX y XX (1994)
- Introducción a la economía para historiadores (1986) Editorial Tecnos Segunda edición 2002 ISBN 84-309-3871-0
- Los orígenes del capitalismo en España (1973)
- Los orígenes del siglo XXI. Un ensayo de historia social y económica contemporánea (2005), Gadir Editorial ISBN 84-934439-6-4.[3][4]
- La revolución del siglo XX. Capitalismo, comunismo y democracia (2000)